# Apanteles ippeus
Apanteles ippeus är en stekelart som beskrevs av Nixon 1965. Apanteles ippeus ingår i släktet Apanteles och familjen bracksteklar. Inga underarter finns listade i Catalogue of Life.